# Burgundischer Reichskreis

Karte des Reiches mit den Reichskreisen und den kreisfreien Gebieten, Stand etwa 1512.
Grün: der Burgundische Reichskreis.

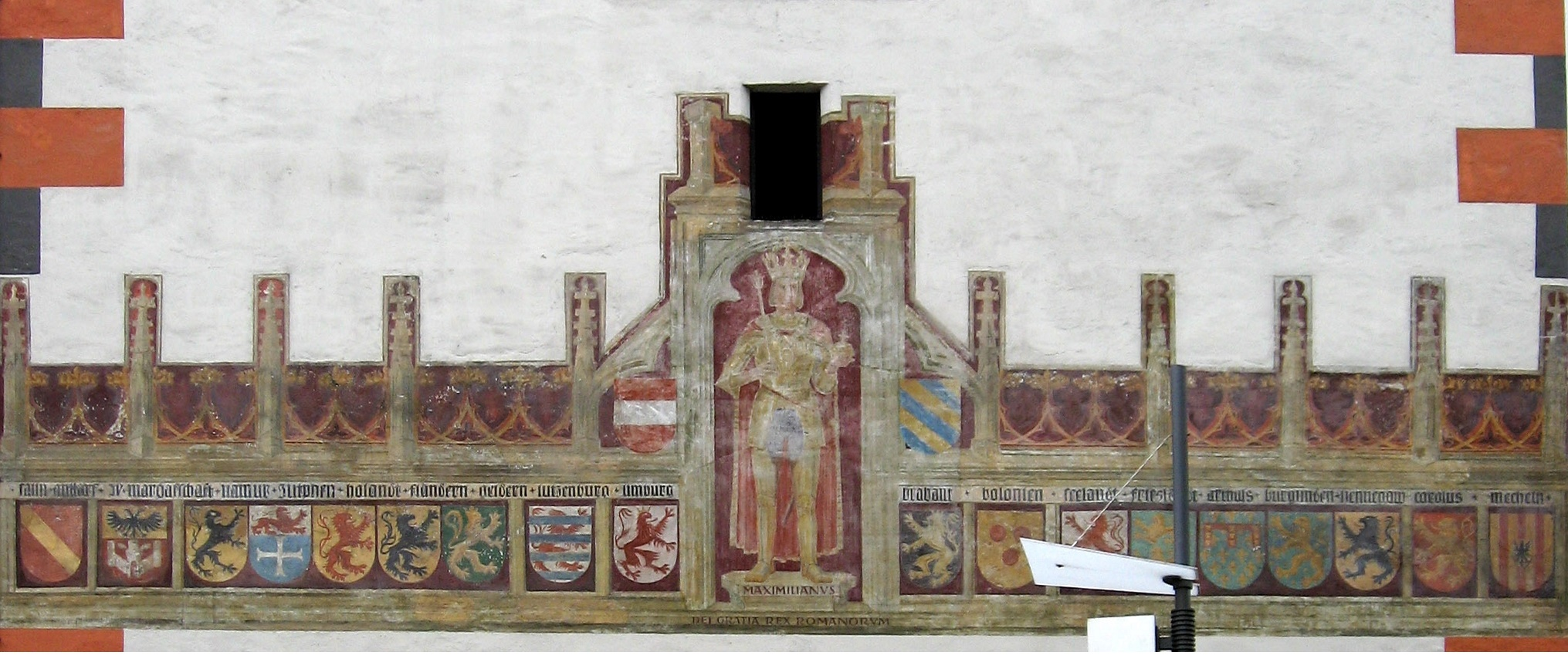
Kaiser Maximilian I. und die Wappen der Territorien des Burgundischen Reichskreises, Fresko in Vöcklabruck, Unterer Stadtturm, 1502

Der Burgundische Reichskreis ist einer der zehn Reichskreise, in die das Heilige Römische Reich unter Kaiser Maximilian I. 1500 bzw. 1512 eingeteilt wurde.
Er umfasste hauptsächlich die vom Haus Burgund geerbten Besitzungen der Habsburger im Westen des Alten Reiches, die zusammen als Herzogtum Burgund bezeichnet wurden, daneben zunächst noch wenige andere kleine Herrschaften.
Das Kreisgebiet bestand aus zwei räumlich deutlich getrennten Teilen, der Freigrafschaft Burgund im Süden und den sogenannten Burgundischen Niederlanden im Norden. Letztere decken sich in weiten Teilen mit den heutigen Staaten Niederlande, Belgien und Luxemburg. Ausnahmen bilden die belgischen Provinzen Lüttich und Limburg, die aus dem zum Niederrheinisch-Westfälischen Reichskreis gehörenden Hochstift Lüttich hervorgingen.
Im 17. Jahrhundert wurde der Kreis infolge der Unabhängigkeit der nördlichen Niederlande und der Expansion Frankreichs unter Ludwig XIV. stark verkleinert.

## Mitglieder und Gebietsentwicklung

### Anfang des 16. Jahrhunderts
Im Jahre 1512 gehörten zum Burgundischen Reichskreis:
- Herzogtum Burgund
  -  Freigrafschaft Burgund mit der
    -  Reichsstadt Bisanz

  -  Grafschaft Artois
  -  Grafschaft Flandern nebst Süd-Flandern (um Lille)
  -  Herrschaft Mecheln[1]
  -  Grafschaft Namur
  -  Grafschaft Hennegau
  -  Grafschaft Seeland
  -  Grafschaft Holland
  -  Herzogtum Brabant nebst
    -  Markgrafschaft Antwerpen und
    -  Herzogtum Limburg

  -  Herzogtum Luxemburg
  -  Herrschaft Friesland
  -  seit 1521 außerdem noch Tournai
- Herrschaft Breda; Inhaber Nassau-Breda, seit 1538 Oranien-Nassau
- Grafschaft Egmond und IJsselstein

### Burgundischer Vertrag und Anfall an Spanien
Da die gesellschaftlich führenden Gruppen dieser Gebiete großenteils dem Reich entfremdet waren, kam es 1548 auf dem Reichstag zu Augsburg zum Burgundischen Vertrag, wonach der Kreis zwar der Oberherrschaft des Reichs weitgehend entzogen wurde (etwa in Justizsachen), das Reich sich aber zu fortwährendem „Schutz und Schirm“ desselben verpflichtete, während der Burgundische Kreis im Gegenzug an Reichsumlagen so viel wie zwei und zu den Türkenkriegen so viel wie drei Kurfürsten zahlen sollte. Außerdem wurden weitere Gebiete, die bis dato dem Niederrheinisch-Westfälischen Reichskreis zugeordnet und inzwischen an die Habsburger gelangt waren, dem Kreis als Teil des Herzogtums Burgund angegliedert:
- Herzogtum Geldern nebst der
  -  Grafschaft Zutphen
    - mit der  Herrschaft Bergh
- Herrschaft Utrecht
- Herrschaft Groningen
- Herrschaft Overijssel nebst Drente
- Herrschaft Jever als Lehen Brabants, bis 1588, zuvor und später kreisfrei
- Grafschaft Lingen, seit 1648 Teil der Niederlande, seit 1702 unter preuß. Herrschaft

1556 dankte Kaiser Karl V., der auch im Besitz Burgunds (also der burgundischen Niederlande und der Freigrafschaft Burgund) war, ab und verfügte, dass die Gebiete an seinen Sohn Philipp II. und damit an die Spanische Linie der Habsburger fallen sollte. Damit sprach man von der Spanischen Niederlande.

### Unabhängigkeit der nördlichen Niederlande
1567 begann der Aufstand der Niederlande gegen Spanien, 1568 der Achtzigjährige Krieg, an dessen Ende 1648 – dem Ende des Dreißigjährigen Krieges – die nördlichen Gebiete als unabhängige Republik der Vereinigten Niederlande endgültig aus Kreis und Reich ausschieden und zusätzlich noch Nordflandern, Nordbrabant und Teile von Overmaas erhielten. Auch die vier kleineren Herrschaften gehörten seitdem nicht mehr zum Kreis.

### Verluste an Frankreich
Der Pyrenäenfriede von 1659 und die Friedensschlüsse von Aachen (1668) und Nimwegen (1678) lösten das Artois und die Freigrafschaft sowie Teile Flanderns, später Französisch-Flandern genannt, und des Hennegaus aus Kreis und Reich heraus.
Der Utrechter und der Rastatter Friede 1713/14 brachten den Rest der Spanischen Niederlande an Österreich, woraufhin das Gebiet Österreichische Niederlande genannt wurde. An der Grenze zu Frankreich wurde mit dem sogenannten Barrieretraktat in mehreren Festungen ein Besatzungsrecht für niederländische Truppen eingeräumt.

### Ende des 18. Jahrhunderts
Der Burgundische Reichskreis bestand somit zum Ende des Reiches aus Mecheln, Luxemburg, Österreichisch Geldern, Hennegau, Flandern, Tournai, Namur und Brabant nebst Antwerpen und Limburg, wobei die Mehrheit dieser Territorien gegenüber 1512 teilweise erheblich verkleinert waren. Das etwa 25.880 km² große und über 1,5 Mio. Einwohner zählenden Gebiet wurde im Frieden von Campo Formio 1797 an Frankreich abgetreten.

## Funktion als Exekutivorgan des Reiches
Zu den wichtigsten Aufgaben der 10 Reichskreise gehörte die Vollstreckung reichsgerichtlicher Urteile. 1791 ersuchte das Reichskammergericht in Wetzlar das Gubernium der Österreichischen Niederlande um die Niederschlagung des Lütticher Aufstandes, da der dem Burgundischen Kreis benachbarte Niederrheinisch-Westfälische Kreis, zu dem das Hochstift Lüttich gehörte, seiner Exekutionspflicht nicht nachkam. Die österreichischen Truppen, die dem gestürzten Fürstbischof wieder zur Macht verhalfen, traten in dessen Territorium als „burgundische Kreistruppen“ auf.